# Лелека (рід)
Лелека (Ciconia) — рід птахів з родини лелекових (Ciconiidae). Включає сім видів.

## Живлення
У раціон птаха входять переважно мешканці боліт та невеликих озер: риби, жаби, ящірки, змії, равлики та інші тварини. Також лелеки споживають дрібних гризунів: польові миші, невеликі пацюки, кроти, тушканчики. Часом споживає великих комах та дрібних пташенят.

## Розповсюдження
Поширені майже у всіх країнах Європи, крім Скандинавських країн, на території Росії та Казахстану і на Далекому Сході. Поширені також майже по всій території Африки. Зокрема вид Ciconia maguari поширений на території Південної Америки.

## Особливості біології
Селяться зазвичай на високих деревах біля води або боліт. Часто можуть влаштувати гніздо на людських дахах.
Більшість видів, що живуть у Європі здійснюють сезонні міграції на південь на територію Африки, де перебувають протягом жовтня, листопада та цілої зими. Повернення лелек у Європу люди сприймають як настання весни. В українському народі 28 серпня вважають датою відльоту білих лелек, а 19 березня — дата їхнього повернення.

## Зовнішній вигляд
Лелеки мають велике тіло із добре розвиненими крилами та ногами. Ноги із перетинками, такими як у водоплавних птахів. Середня довжина лелек від дзьоба до хвоста становить 1 — 1,5 метра. Розмах крил до 2 метрів.

## Розмноження
Більшість лелек цього роду обирають пару на все життя і роблять гніздо із тонких гілок. Самка відкладає 4-5 яєць у кінці травня, початку червня. Яйця довжиною приблизно 8 см. Пташенята народжуючись можуть видавати звуки. Малих пташенят лелеки легко приручити.

## Класифікація
Цей рід було класифіковано французьким біологом Матюреном Жаком Бріссоном у 1760 році. Рід включає 7 видів, з них в Україні трапляється два види:
- Лелека білий (Ciconia ciconia) — широко поширений в Україні вид;
- Лелека чорний (Ciconia nigra) — рідкісний, занесений до Червоної книги України;
- Лелека африканський (Ciconia abdimii)
- Лелека білошиїй (Ciconia episcopus)
- Лелека малазійський (Ciconia stormi)
- Магуарі (Ciconia maguari)
- Лелека далекосхідний (Ciconia boyciana)

### Вимерлі види
- ?Ciconia minor (Ранній міоцен, острів Русінга, Кенія)
- ?Ciconia sarmatica (Пізній міоцен, Крента, Румунія)
- ?Ciconia gaudryi (Пізній міоцен/ранній пліоцен, Пікермі, Греція)
- Ciconia sp. 1 (Пізній міоцен/ранній пліоцен, Лі-Крік Майн, США)
- Ciconia sp. 2 (Пізній міоцен/ранній пліоцен, Лі-Крік Майн, США)
- ?Ciconia kahli (Ранній пліоцен, Південна Африка)
- Ciconia louisebolesae (ранній міоцен Ріверслей, Австралія)
- Ciconia lucida (Середній пліоцен, Монголія)
- Ciconia maltha (Пізній пліоцен — пізній плейстоцен, США і Куба)
- Ciconia stehlini (Пізній пліоцен — ранній плейстоцен, Угорщина) — може належати до сучасних видів
- Ciconia nana (Пізній плейстоцен, Австралія) — колишній Xenorhynchus[1]
- Ciconia sp. (Пізній плейстоцен/Ранній голоцен Лас Бріс-де-Сан-Феліпе, Куба)